# Hermann Obrecht

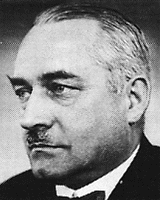
Hermann Obrecht

Hermann Obrecht (ur. 26 marca 1882, zm. 21 sierpnia 1940) – szwajcarski polityk, członek Rady Związkowej od 4 kwietnia 1935 do 20 czerwca 1940. Kierował departamentem spraw ekonomicznych.
Był członkiem Radykalno-Demokratycznej Partii Szwajcarii.
Pełnił także funkcję wiceprezydenta (1940) Konfederacji.